# Uroleucon petrohuense
Uroleucon petrohuense är en insektsart som beskrevs av De Carvalho 1998. Uroleucon petrohuense ingår i släktet Uroleucon och familjen långrörsbladlöss. Inga underarter finns listade i Catalogue of Life.